# Chalung Ri
Der Chalung Ri befindet sich im tibetischen Teil des Langtang Himal im Himalaya.
Der 6767 m hohe vergletscherte Berg befindet sich im Kreis Gyirong der bezirksfreien Stadt Xigazê. Der Chalung Ri liegt 16,26 km nordnordwestlich vom Gang Benchen sowie 48 km nordwestlich vom Shishapangma.
An der Nordwestflanke liegt der Chalunggletscher, an der Südwestflanke der Wusagletscher sowie an der Südostflanke der Chagogletscher. Die beiden westlichen Gletscher speisen den Chalung, einen linken Nebenfluss des Kyirong Tsangpo (Oberlauf der Trishuli in Tibet). Die Ostseite des Chalung liegt im Einzugsgebiet des tibetischen Sees Peiku Tso.